# Драшусов, Владимир Александрович
Влади́мир Алекса́ндрович Драшусов (1849—1912) — рязанский губернский предводитель дворянства (1900—1912), гофмейстер, член Государственного совета.

## Биография
Родился 5 июня 1849 года в Москве, в семье астронома, адъюнкта Московского университета Александра Николаевича Драшусова и его жены Елизаветы Алексеевны Ошаниной. Внук французского эмигранта.
Окончил Московскую 3-ю гимназию (1866) и физико-математический факультет Московского университета (1870). По окончании университета начал службу канцеляристом в Московской судебной палате. В следующем году вышел в отставку и уехал в своё родовое имение Пронского уезда. В 1872—1874 годах состоял почетным смотрителем Пронского уездного училища. В 1872 году вступил на службу по министерству Императорского двора, в 1874 году был назначен чиновником особых поручений при президенте Московской дворцовой конторы. Был пожалован придворными званиями камер-юнкера (1873) и «в должности церемониймейстера» (1879). В 1880—1887 годах состоял сверхштатным чиновником особых поручений при Московском генерал-губернаторе князе Долгоруковом.
В 1887 году оставил службу в Москве и посвятил себя общественной деятельности в родной губернии, где уже состоял гласным Пронского уездного и Рязанского губернского земских собраний. С 1887 года избирался почетным мировым судьей по Пронскому уезду, председателем съезда мировых судей и Пронским уездным предводителем дворянства. Чин действительного статского советника получил 14 мая 1896 года. В 1900 году был избран Рязанским губернским предводителем дворянства и бессменно состоял в этой должности до 1912 года. В гофмейстеры был пожалован в 1905 году. Кроме того, состоял попечителем Дома призрения Андрея и Анастасии Дашковых в Рязани. Был членом Русского собрания и «Кружка дворян, верных присяге». Входил в Постоянный совет Объединенного дворянства (1907—1912).
19 декабря 1907 года избран членом Государственного совета от Рязанского губернского земского собрания (в 1909 году — переизбран). Входил в правую группу.
Землевладелец Пронского и Скопинского уездов Рязанской губернии (1030½ десятин), а также Владимирской губернии (309 десятин).
Умер в 1912 году в селе Панкино Пронского уезда. Был холост.

## Награды
- Орден Святого Станислава 3-й ст. (3.05.1883)
- Орден Святой Анны 3-й ст. (28.05.1883)
- Орден Святого Станислава 2-й ст. (28.05.1883)
- Орден Святого Владимира 4-й ст. (30.08.1889)
- Орден Святого Владимира 3-й ст. (30.08.1892)
- Орден Святой Анны 2-й ст. (15.05.1896)
- Орден Святого Станислава 1-й ст. (6.12.1898)
- Орден Святой Анны 1-й ст. (6.12.1902)
- Орден Святого Владимира 2-й ст. (6.12.1906)
- Орден Белого Орла (6.12.1911)
- медаль «В память коронации императора Александра III»
- медаль «В память освящения Храма Христа Спасителя»
- медаль «В память коронации Императора Николая II»
- медаль «За труды по первой всеобщей переписи населения»

Иностранные:
- австрийский Орден Железной Короны 3-й ст. (1874)
- шведский Орден Полярной звезды, кавалерский крест (1875)
- черногорский Орден Князя Даниила I 4-й ст. (1875)
- итальянский Орден Святых Маврикия и Лазаря, кавалерский крест (1876)
- персидский Орден Льва и Солнца 3-й степени (1878)
- нидерландский Дубового Венка, командорский крест (1883)
- нидерландский Орден Оранских-Нассау, большой офицерский крест (1897)